# الإبراهيمية (الإسكندرية)
يقع حىّ الإبراهيمية بوسط مدينة الإسكندرية ثاني كبرى المدن المصرية في حي وسط الإسكندرية، وهو من أقدم أحياء الإسكندرية، وأحد الأحياء المطلّة على البحر الأبيض المتوسط.
حىّ الإبراهيمية حي «سكندريّ» مزدحم ليلا ونهارا، وحاراته ضيقة وبيوته متلاصقة، سكنته الطبقة المتوسطة من الجاليات اليونانية والإيطالية والأرمنية والفرنسية حتى أواخر القرن الماضى. وكان الحى إلى عقود قريبة هو حى الجالية اليونانية بالأسكندرية.
يشتهر الحىّ بشارع «لاجيتيه»، ويخترق الحيّ ترام الإسكندرية الأزرق الشهير والذي يتقاطع مع نهاية شارع «لاجيتيه» عند محطتى الإبراهيمية.
يشتهر بها أيضا «ميدان الإبراهيمية»، والكورنيش الممتد على طول مدينة الأسكندرية القديمة من قلعة قايتباي إلى قصر المنتزه بطول يقارب سبعة عشر كيلومتر تقريباً.

## التخطيط والعمارة والمواصلات
يمكن بمقارنة خارطة الإسكندرية عام 30 ق.م. وعام 2015 بعد الميلاد أن نستشف أن حى الإبراهيمية لم يكن معمورا حين أُنشئت المدينة ولكن يحتمل أن أجزاء منه قد تكون داخل نطاق الإسكندرية القديمة أو على مشارفها. هذا ما قد تؤكده الآثار المكتشفة أو تنفيه.
أُنشئ الحى منذ زمن بعيد غالبا في القرن التاسع عشر على التخطيط اليونانى القديم، فشوارعه وحاراته ضيقة وعرضها مناسب لعربات الخيول، كما أن شوارعه متعامدة. ويحدّه البحر من الشمال ومنطقة الحضرة من الجنوب وترعة المحمودية، حتى شريط السكة الحديد لقطار القاهرة-الأسكندرية جنوباً. كما يجاور حى الإبراهيمية من الغرب حيّ كامب شيزار ومن الشرق منطقة اسبورتنج. ويقال أن الحىّ كان أرضاً مملوكة لأحد أبناء إبراهيم باشا، وعلى وجه الدقة فإنها كانت مملوكة للأمير إبراهيم ابن الأمير أحمد رفعت باشا الأبن الأكبر لإبراهيم باشا ابن محمد علي.
يظهر الفن الروماني بالبناء الروماني واليوناني القديم والذي ينتشر في جميع انحاء الإسكندرية وبالأخص في وسط الإسكندرية.
تقدّر مساحة الحى بحوالى 0.62 كم2 ، ومحيطه يناهز 3.8 كم، والحى يقارب شكله المستطيل، بطول تقريبى 1.3 كم2 وعرض 450 مترا تقريبا.
يمر بحىّ الإبراهيمية أشهر طرق مواصلات الإسكندرية وأقدمها وأطولها، وهى الطرق الموازية لساحل البحر الأبيض المتوسط: طريق الكورنيش، شارع بورسعيد، وشارع الترام الذي يمر به ترام الإسكندرية الأزرق الذي يعتبر من أشهر معالم المدينة ومن أهم مواصلاتها، وطريق الحرية.
من أشهر الشوارع الداخلية بحىّ الإبراهيمية وأطولها فيها، شارع «لاجيتيه»، الذي يربط بين شارع الترام وطريق الحرية، ما يطلق عليه «الإبراهيمية بَحَرى» أي شمالاً و «الإبراهيمية قِبلِى» أي جنوباً.

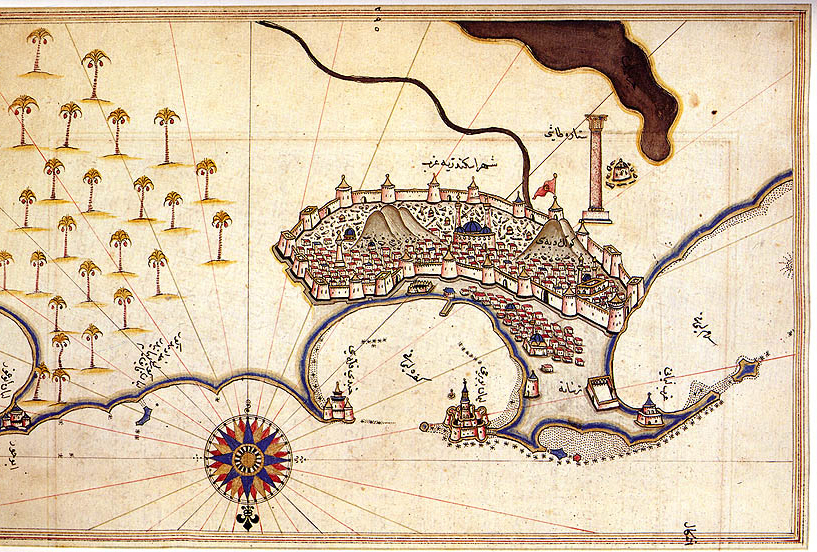
خارطة ساحل الإسكندرية في القرن السادس عشر الميلادي ، مأخوذة من خرائط "كتاب البحرية" العثماني، لقبطان وراسم الخرائط العثماني أحمد محيي الدين بيري الشهير بالتركية باسم بيري ريس. الخارطة مرسومة بحيث يكون الجنوب أعلى الرسم، شأن الخرائط القديمة. يمكن رؤية الميناء الشرقي والميناء الغربي، وتقدير منطقة حيّ الإبراهيمية التي لم تكن معمورة في هذا الزمن، وهو على ساحل البحر أسفل رسوم النخيل على الخارطة، مُقابل دائرة الإتجاهات المرسومة أسفل يسار الرسم.

## التسمية

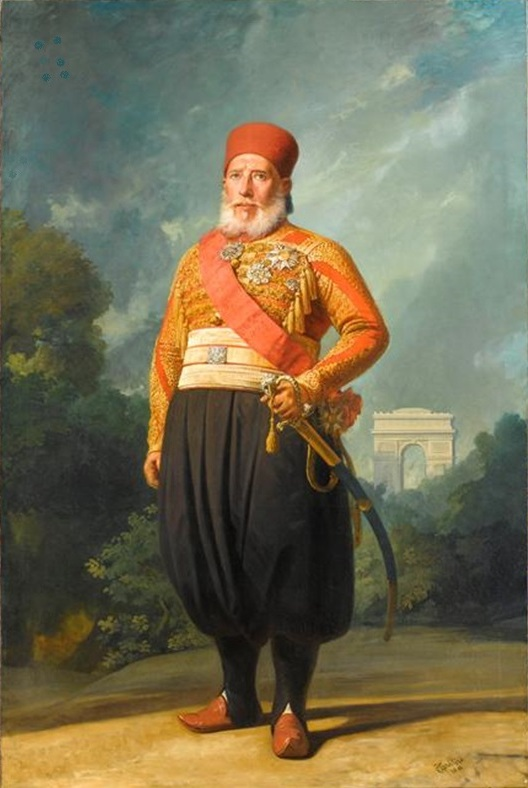
إبراهيم باشا بن محمد علي باشا بن إبراهيم آغا (1789 - 10 نوفمبر 1848)، الابن الأكبر لوالي مصر محمد علي باشا.

قد يُظن أن اسم حى «الإبراهيمية» نِسبَةً إلى إبراهيم باشا بن محمد علي باشا القائد العسكري المشهور وأول قائد للجيش المصري الحديث. ولكن في واقع الأمر، «الإبراهيمية» نِسبَة إلى حفيده: الأمير إبراهيم ابن الأمير أحمد رفعت باشا الابن الأكبر لإبراهيم باشا ابن محمد علي.
والأمير إبراهيم ابن الأمير أحمد رفعت باشا، هو والد النبيلين محمد علي إبراهيم، وعمرو إبراهيم، وكانت أرض منطقة الإبراهيمية كلها مملوكة له، بما في ذلك أراضي نادي سبورتنج.

## السكان
يُعتبر حىّ الإبراهيمية من الأحياء المتوسطة، حيث اشتهر بسكّانه من الطبقة المتوسطة من الجاليات اليونانية والإيطالية والأرمينية والفرنسية الذين هجروه ما بين الخمسينيات والسبعينيات من القرن الماضى وسكنه المصريون. ولا يزال بعض الأجانب من اليونانيون والإيطاليون لم يفارقوه، ولا تزال أسماء المحال والمقاهي والمخابز تحمل أسماء بعضهم. والآن يسكنه المصريون وصار وجود الأجانب فيه قليل جداً.
تواجد اليونانيون في الإسكندرية، منذ القرن التاسع عشر، وبلغ عددهم 37 ألف نسمة عام 1882، و56 ألف نسمة عام 1917. ثم تقلصت أعدادهم بسبب سياسة التأميم في عهد الراحل جمال عبد الناصر، وهاجر معظم أفراد الجالية إلى اليونان والبرازيل وكندا وأمريكا وأستراليا.
يقطن الإبراهيمية حالياً عدد من أبناء الجالية الأرمينية بالإسكندرية وهم أكثر انطواءً من اليونانيين المنفتحين على المصريين، ومن بصماتهم في الحي نادي «ديكران يرجاد» الأرمنى، الذي تأسس عام 1902، ونادي «هومنتمن نوبار» الرياضي الأرمنى، واشتهر العديد من الأرمن بامتهانهم الطب والصيدلة ولهم صيدليات عدّة بالإبراهيمية. وتحتضن الإبراهيمية جالية إفريقية من جنوب السودان ونيجيريا والسنغال أغلبهم من الطلبة مرتادي جامعة سنغور أو الجامعات المصرية ويقطنون الحي لقربه منها. يقول أحد اليونانيين المصريين: «كنا نطلق على الإبراهيمية اسم كوكينيا (باليونانية: Κόκκινα)‏، أي «أحمر»، والمقصود به «الحى الأحمر» وهو نفس اسم الحي المماثل في اليونان الخاص بالطبقة العاملة. لقد كان حي الإبراهيمية معقلا للطبقة المتوسطة من اليونانيين. كان أغلبها فيللات لأجانب طلاينه (إيطاليين) وأرمن تفوح منها رائحة نبات الدفنباخيا (وِدن الفيل) والفل والياسمين، وروائح مميزة نتنسمها ليلا. للأسف حاليا كل الفيلات تهدمت وبنيت مكانها عمارات ضخمة».

## معالم الحي

### المخابز
من أشهر الأماكن عند سكان الحى فرن (فينو) الذي كان اسمه (فورنوس ذي ميثرا) على اسم الإلهة الإغريقية الأسطورية الـ (ميترا). وكذلك حلوانى «خاموس» عند محطة الترام والذي أغلق في التسعينيات، أسسه الخواجة «ديمتري خاموس» سنة 1900، وتوارثه ابنه «نيكولا»، وزوجته «ألكسندرا»، وابنهما «ديمتري».

### شارع «لاجيتيه»
يشتهر الحىّ بشارع «لاجيتيه» وهو اسم فرنسى معناه «البهجة» (بالفرنسية: La Gaité)‏، وهو شارع تجارى مزدحم ضيق يصل بين طريق «الحرية» ومحطة ترام الإبراهيمية على «شارع الترام». طوله حوالى 800 متر وعلى جانبيه محلات تجارية وباعة، وبعض المراكز التجارية (مول) كمثل مينا مول وطيبة مول.
كان في الحى مسرح (لونا بارك) وسينما (لا جيتيه)، وكان مالكوها يونانيين، وكانت سينما لاجيتيه تعرض فيلمين اجنبيين.ولكن تم هدمهم في أواخر القرن الماضى نهاية السبعينيات وبناء مجمع تجاري.
كذلك في نفس الشارع مطعم (باناجوس) الشهير، وأيضا استوديوهات تصوير كثيرة يديرها إيطاليون وأرمن وفرنسيون. وبالشارع مستشفى دكتور السجينى وهو أيضا من المعالم القديمة.

### شاطئ الإبراهيمية
بعد التوسعات في كورنيش الإسكندرية بتسعينيات القرن الماضى، تم إلغاء شاطئ الإبراهيمية. وكان الشاطئ قديما يرتاده الأجانب من العائلات اليونانية والفرنسية والإيطالية والأرمنية حتى ستينات القرن الماضى.

### سوق شيديا
يشتهر حي الإبراهيمية بسوق «شيديا»، أحد أشهر أسواق الإسكندرية للخضروات والفاكهة، ومعروفة بتنوعها الكبير. ولقد ذكرت المؤلفة السويسرية إستر هارتمان هذه السوق في كتابها «حياتي في مصر - مذكرات فتاة سويسرية عاشت في الإسكندرية»  في الفترة ما بين (1934 - 1950) قائلة: «كنا نعيش في الإسكندرية في الأربعينات من القرن العشرين، وكنت أذهب كثيرا إلى سوق الإبراهيمية (سوق شيديا حاليا). وفي حي السوق كان يسكن مواطنون من بلدان البحر المتوسط في منازل تتكون من طابق أو طابقين. وكان من بين هؤلاء - بالإضافة إلى المصريين - اليهود والشوام (السوريون واللبنانيون) واليونانيون والمالطيون والأرمن والإيطاليون وكثيرون من بلدان البحر المتوسط».

### مطاعم
من أشهر محلات الآيس كريم في الإسكندرية آيس كريم صابر في الإبراهيمية للأرز باللبن والقشدة. ومطعم «الوحيد» للفول والفلافل بشارع «لاجيتيه».
وعلى محطة ترام الإبراهيمية محل مشاوى شهير، «كبابجى الصفوانى». ويقابه على الجهة المقابلة من شريط الترام، المخبز الآلى. وهناك أيضا مطعم «أنا ميشو».

### معالم أخرى
من المعالم الأخرى الشهيرة بالحى، مكتب بريد الإبراهيمية، وبنك القاهرة (أو بنك مصر) فرع الإبراهيمية ويقع على طريق الترام.
سينما ريفيرا كانت في جنوب الابراهيمية في شارع يتفرع من شارع ابى قير (طريق الحرية)، ولكنها هدمت شأنها شأن سينما «لاجيتيه».
ومستشفى الأمين الخيري، ومستشفى الدكتور السجينى بشارع لاجيتيه، ومستشفى الدكتور محمد ميلاد بشارع بورسعيد.

## بعض المشاهير الذين ولدوا أو عاشوا بحى الإبراهيمية
1. الفنان الكوميدي حسن فايق : ولد في حي الابراهيمية بالإسكندرية في 17 يناير 1898 .
2. ولد الفنان اليوناني العالمي ديميس روسوس - أرتيميوس فنتوريوس روسوس- في مدينة الإسكندرية في 15 يونيو من العام 1946، وعاش في حي الإبراهيمية حيث كانت تقطن غالبية الجالية اليونانية، من والد يعمل مهندساً ويدعى يورغوس (جورج) ووالدته من أصول إيطالية تدعى أولغا، وكانا كلاهما قد وُلدا في مصر أيضاً وتربيا بمدينة الإسكندرية.
3. رودلف هس نائب «أدولف هتلر» من مواليد الإسكندرية عام 1894 [5] وتحديداً من حى الإبراهيمية [6] ، لأبوين ألمانيين ثريين هما فريتز و كلارا هيسّ. وعندما بلغ الخامسة عشر من عمره أخذه والده إلى مدرسة التجارة العليا في سويسرا لكى يواصل تعليمه، الذي كان قد بدأه في المدرسة الألمانية في مصر بالإسكندرية وكانت نيته معقودة على أن يستكمل دراسته في جامعة اكسفورد بانجلترا. انتظم بالسلك العسكرى في ألمانيا وتقلّد أرفع المناصب في حكومة هتلر خلال الحرب العالمية الثانية 1939-1945 وكان الرجل رقم 3 في حكومة هتلر. قرب نهاية الحرب سافر سراً لإنجلترا للسعى في صنع السلام بين ألمانيا وإنجلترا ولكن مساعيه من أجل السلام فشلت واتهم بالخيانة وسُجن مدى الحياة.

## دور العبادة

### المساجد والزوايا
المساجد مبانٍ مستقلة مخصصة للعبادة، أما الزوايا فهي صغيرة المساحات وتقع أسفل المبانى السكنية لأداء الصلاة، وفي كليهما تقام صلاة الجمعة نظراً للاكتظاظ السكانى بالحىّ.
أسماء المساجد والزوايا الموجودة بالحيّ:
دار السلام - الإيمان - رمضان يوسف - الشهيد عبد المنعم رياض - الحاج شاكر رأفت - الأمين - أبوخطوة - السلام - الوعى الإسلامى - المرور - الرحمن - عباد الرحمن - العزيز المجيد - الإبراهيمية - الرحمن - الفتح - الفتاح - التوحيد - محمد على إبراهيم - الهدى النبوى - الفولى.

### الكنائس
أسماء الكنائس الموجودة بالحيّ:
كنيسة الشهيد العظيم مارجرجس - كنيسة الأنبا تكلا - الكنيسة المعمدانية الكتابية الأولى - كنيسة القلب المقدس.